# کوکو (افسانه)
کوکو، کوکا یا کوکوی یک هیولای روحی افسانه‌ای است که معادل لولوخورخوره می‌باشد و در بسیاری از سرزمین‌های اسپانیایی زبان و پرتغالی زبان معروف است. در مجموع کوکو را می‌توان نسخه اسپانیایی لولو دانست که در بیان به‌طور اغراق‌آمیز و غیرمنطقی موجودی ترسناک است. کوکو نوع مذکر و کوکا نوع مونث این هیولا است، اگرچه نمی‌توان آن‌ها را از یکدیگر تمایز داد اما به‌طور کلی هر دو بازنمود یک چیز هستند.

## افسانه
در اسپانیا و آمریکای لاتین برخی اوقات والدین برای بازداشتن فرزندان خود از انجام کارهای نادرست از کوکو یاد می‌کنند، به‌طور مثال با شعر یا لالایی به فرزند خود هشدار می‌دهند که اگر به حرف آن‌ها گوش نکند، کوکو خواهد آمد و آن‌ها را خواهد خورد.